# Quemado (Nuevo México)
Quemado es un lugar designado por el censo ubicado en el condado de Catron en el estado estadounidense de Nuevo México. En el Censo de 2010 tenía una población de 228 habitantes y una densidad poblacional de 48,88 personas por km².

## Geografía
Quemado se encuentra ubicado en las coordenadas 34°20′26″N 108°30′22″O / 34.34056, -108.50611. Según la Oficina del Censo de los Estados Unidos, Quemado tiene una superficie total de 4.66 km², de la cual 4.64 km² corresponden a tierra firme y (0.61%) 0.03 km² es agua.

## Demografía
Según el censo de 2010, había 228 personas residiendo en Quemado. La densidad de población era de 48,88 hab./km². De los 228 habitantes, Quemado estaba compuesto por el 74.56% blancos, el 0.88% eran afroamericanos, el 18.42% eran amerindios, el 0% eran asiáticos, el 0% eran isleños del Pacífico, el 2.63% eran de otras razas y el 3.51% pertenecían a dos o más razas. Del total de la población el 23.68% eran hispanos o latinos de cualquier raza.